# 함부르크 연극론
《함부르크 연극론》(독일어: Hamburgische Dramaturgie)은 고트홀트 레싱이 쓴 연극 평론이다.

## 소개
이 작품은 독일의 작가이자 비평가인 레싱이 독일 국민극장의 전속 평론가로 활동하면서, 1767년 개관해서 1769년 3월 문을 닫을 때까지 국민극장 무대에 오른 작품과 공연에 대해 쓴 평론집이다. 특히 레싱의 비극론과 셰익스피어에 대한 찬사는 100년 동안 추종되어 온 프랑스 희곡에 대한 전면적 비판으로 이어지면서, 괴테, 실러 등 다음 세대 작가들에게도 큰 영향을 끼쳤다.
1767년 4월 22일 개관한 국민극장은 1769년 3월 3일 문을 닫지만, 독일 연극의 발전에 크게 기여했다. 국민극장의 활성화와 발전, 궁극적으로는 독일 연극의 총체적 개혁이라는 목표를 위해 레싱은 전속평론가로 활동하면서 정기간행물의 영향력을 이용하기로 한다. 그렇게 해서 태어난 것이 바로 ≪함부르크 연극론≫이다. 그는 예고문을 통해 “본 ≪연극론≫은 공연되는 모든 작품의 비판적인 목록이 될 것이고, 작가뿐만 아니라 배우들의 예술이 여기서 떼어놓게 될 모든 발걸음을 따라갈 것이다”라고 밝히고 있다.
레싱은 ≪함부르크 연극론≫을 통해 공연 작품의 분석에서부터 배우들의 연기까지 모든 것을 대상으로 평을 썼다. 그러나 얼마 지나지 않아 배우들과 평론가 사이에 갈등이 생기고, 그 결과 연기에 대한 비평과 연기술에 대한 탐구를 전면 중단하게 된다. 그 대신 희곡과 연극의 본질에 관한 탐구가 점점 더 큰 비중을 차지하게 된다. 레싱에 따르면 비극의 목표는 인간의 도덕적 교화이고, 교화는 인식의 증진이 아니라 지각 능력의 향상을 통해 이루어진다. 비극의 관객은 시민계급이다. 이 두 가지 전제하에서 레싱은 독일 시민계급의 도덕성과 자의식의 고취를 목표하는 자신의 비극론을 주장하기 위해 아리스토텔레스의 ≪시학≫을 토대로 삼아 이론을 전개하고 있다.
레싱은 ≪함부르크 연극론≫을 통해 100년 동안 당연한 것으로 간주되어 온 주장, 즉 프랑스 작가들이 유럽의 드라마를 선도한다는 주장을 전면적으로 반박했다. 아직 걸음마 단계에 있는 독일 희곡과 연극이 발전하려면 프랑스 드라마가 아니라 셰익스피어를 모범으로 삼아야 한다며 독일 드라마가 나아갈 방향을 제시했다. 레싱의 셰익스피어 찬사는 괴테, 실러와 같이 다음 세대인 ‘질풍노도’ 작가들의 셰익스피어 숭배로 이어지게 하는 중요한 공적을 남긴다.

## 서지 정보
- 윤도중 역, 2009년, 지식을만드는지식 ISBN 978-89-6228-328-0